# Bernadette Peters
Bernadette Peters nascuda Bernadette Lazzara, (Ozone Park, Queens, Nova York, 28 de febrer de 1948) és una actriu, cantant i autora de llibres infantils estatunidenca. Durant el transcurs d'una carrera que s'estén durant 5 dècades ha estat protagonista de teatre musical, cinema, televisió, a més de fer concerts en solitari i diversos enregistraments. És un dels intèrprets més aplaudits a Broadway, havent estat nominada fins a set vegades al Premi Tony, dels quals n'ha guanyat dos (a més d'un premi honorífic), i ha rebut nou nominacions als Premis Drama Desk, dels quals n'ha guanyat tres. Quatre dels registraments que ha protagonitzat han guanyat el Premi Grammy.
Vista per molts com la principal intèrpret dels treballs de Stephen Sondheim, Peters és principalment remarcada pels seus papers a Broadway, incloent Mack & Mabel, Sunday in the Park with George, Song and Dance, Into the Woods, Annie Get Your Gun, Gypsy i Hello, Dolly!.
Peters va debutar a l'escenari com a actriu infantil a la dècada de 1960, i al cinema i a la televisió als 70. Va ser aplaudida pels seus primers treballs i per les aparicions a The Muppet Show, The Carol Burnett Show i d'altres programes televisius, així com per les seves aparicions en pel·lícules com Silent Movie, The Jerk, Pennies from Heaven i Annie. Durant la dècada de 1980 tornà als escenaris, on es convertiria en una de les estrelles de Broadway més conegudes durant tres dècades. Ha enregistrat sis àlbums en solitari i diversos enregistraments dels musicals on treballava; i habitualment actua en concerts en solitari. Peters segueix treballant al cinema i a la televisió, on ha estat nominada per a 3 Premis Emmy i tres Premis Globus d'Or, guanyant-ne un.

## Biografia
Peters va néixer en una família siciliana-americana a Ozone Park a la ciutat de Nova York, al districte de Queens, la menor de tres nens. El seu pare, Peter Lazzara, conduïa un camió de lliurament de pa, i la seva mare, Marguerite (née Maltese), la va iniciar en el programa de televisió Juvenile Jury a l'edat de tres anys i mig. Els seus germans són la directora de càsting Donna DeSeta i Joseph Lazzara. Va aparèixer als programes de televisió Name That Tune i diverses vegades a The Horn and Hardart Children's Hour als cinc anys.
El gener de 1958, als nou anys, va obtenir la seva Actors Equity Card amb el nom de Bernadette Peters per evitar els estereotips ètnics, amb el nom escènic del nom de pila del seu pare. Va debutar en la seva etapa professional el mateix mes a This Is Goggle, una comèdia dirigida per Otto Preminger que es va tancar durant les proves fora de la ciutat abans d'arribar a Nova York. A continuació, va aparèixer a la cadena de televisió NBC com a Anna Stieman a A Boy Called Ciske, una producció del Kraft Mystery Theatre, al maig de 1958, i en una vinyeta titulada "Miracle in the Orphanage", part de "The Christmas Tree", una producció de Hallmark Hall of Fame, el desembre de 1958 amb l'actor infantil Richard Thomas i les actrius veteranes Jessica D'Andy i Margaret Hamilton. Va aparèixer per primera vegada a l'escenari de Nova York als 10 anys com a Tessie a la reestrena del New York City Center de The Most Happy Fella (1959). I En els seus anys adolescents, va assistir a l'Escola de Joves Professionals de Quintano, una escola privada ara desapareguda a la qual van assistir diverses persones famoses, com Steven Tyler.
Als 13 anys, Peters va aparèixer com una de les "Hollywood Blondes" i va ser suplent a "Dainty June" a la segona gira nacional de Gypsy. Durant aquesta gira, Peters va conèixer per primera vegada el seva acompanyant, director i arranjador durant molt de temps, Marvin Laird, que va ser l'assistent de direcció de la gira. Laird va recordar: «Vaig sentir-la cantar una frase estranya o dues i pensava:" Déu és una gran veu la d'aquesta nena petita,» L'estiu següent, va interpretar Dainty June en estoc d'estiu i el 1962 va gravar. el seu primer single. El 1964, va fer de Liesl a The Sound of Music i Jenny a Riverwind al Mt. Gretna Playhouse (Pensilvania), i Riverwind de nou al Bucks County Playhouse el 1966. Després de graduar-se a l'escola secundària, va començar a treballar constantment, apareixent al Off-Broadway als musicals The Penny Friend (1966) i Curley McDimple (1967) i com a suplent a Broadway a The Girl in the Freudian Slip (1967). Va debutar a Broadway a JJohnny No-Trump el 1967, i després va aparèixer com a germana de George M. Cohan, Josie davant Joel Gray, a George M! (1968), guanyant el premi Theatre World.
La interpretació de Peters com a "Ruby" a la producció del Off-Bradway de Dames at Sea, una paròdia dels musicals dels anys trenta, li va portar l'aclamació crítica i el seu primer Premi Drama Desk. Ella havia aparegut en una versió anterior de Dames at Sea al 1966, al club de l'Off-Off-Broadway, Caffe Cino. Peters protagonitzaria els seus propers treballs a Broadway: Gelsomina a La Strada (1969) i Hildy a On the Town (1971), pels quals va rebre la seva primera nominació al Premi Tony. Va interpretar a Mabel Normand a Mack & Mabel (1974), rebent una altra nominació al Tony. Clive Barnes va escriure: «Amb l'esquitxada Mack & Mabel ... la petita i contralt Bernadette Peters es converteix en una gran estrella de Broadway.» Tot i que no va estar gaire temps en cartell, Peters va ser distingit per elogis pels crítics, i l'àlbum del repartiment Mack i Mabel es va fer popular entre els aficionats al teatre musical. Es va traslladar a Los Angeles a principis dels anys 70 per concentrar-se en treballs de televisió i cinema.

### Aparicions al cinema
Peters ha aparegut en 33 llargmetratges o pel·lícules de televisió a partir del 1973, inclosa la pel·lícula de Mel Brooks de 1976 Silent Movie (per la qual va ser nominada al Premi Globus d'Or), el musical Annie (1982), El cadillac rosa (1989), la qual co-va protagonitzar al costat de Clint Eastwood, i Alice de Woody Allen (1990).
Peters va actuar al costat de Steve Martin a The Jerk (1979), en un paper que va escriure per a ella, i de nou a in Diners caiguts del cel (1981), per la qual va guanyar el Globus d'Or com a millor actriu de cinema en comèdia o musical. A Diners caiguts del cel, va interpretar a Eileen Everson, una professora convertida en prostituta. De la seva actuació a Diners caiguts del cel, John DiLeo va escriure que "no només és embrutadora com espereu, sinó que té una fortalesa interior sorprenent". Pauline Kael va escriure a The New Yorker: "Peters té misteriosament raó en tots els matisos". Kael va remarcar que "Els números de ball són divertits, sorprenents i bells alhora; diversos d'ells són perfectes".
Peters va aparèixer amb tres generacions de la família Kirk Douglas a la pel·lícula de 2003 Coses de família, en què va interpretar a l'esposa del personatge de Michael Douglas. Al maig del 2006, va aparèixer a la pel·lícula Come le formiche (Wine and Kisses) amb F. Murray Abraham, filmada a Itàlia, interpretant una rica americana que s'implica amb una família italiana propietària d'una vinya. El DVD es va publicar el 2007 a Itàlia. Va protagonitzar una pel·lícula titulada Coming Up Roses, interpretant una antiga actriu de comèdia musical amb dues filles. La pel·lícula, dirigida per Lisa Albright, es va estrenar el 2012.

### Papers al teatre, 1980s fins avui
El 1982, Peters va tornar a l'escenari de Nova York després de vuit anys d'absència en una de les seves poques aparicions en escenaris no musicals, la producció del Manhattan Theatre Club de l'Off-Broadway de la comèdia-dramàtica Sally and Marsha,per la qual va ser nominada per un Premi Drama Desk. Després va tornar a Broadway com a Dot/Marie en el musical de Stephen Sondheim i James Lapine Sunday in the Park with George, el 1984, pel qual va rebre la seva tercera nominació al premi Tony. El crític de teatre del New York Times, Frank Rich, va qualificar la seva actuació de "radiant". Va gravar el paper per a PBS el 1986, guanyant un Premi ACE el 1987. El seu següent paper va ser "Emma" a Song and Dance, d'Andrew Lloyd Webber, a Broadway el 1985, guanyant el seu primer premi Tony a la Millor actriu en un musical. Frank Rich va escriure en un comentari d'una altra manera negatiu de l'espectacle que Peters "no té cap parell al teatre musical ara mateix".
Després va crear el paper de la bruixa a Into the Woods de Sondheim-Lapine (1987). Peters és "considerat per molts com el primer intèrpret de l'obra de [Sondheim]", segons l'escriptor Alex Witchel. Raymond Knapp va escriure que Peters "va aconseguir la seva estrella definitiva amb Sunday in the Park With George i Into the Woods." Sondheim ha dit de Peters: "Com pocs altres, ella canta i actua al mateix temps", diu. "La majoria dels intèrprets actuen i després canten, actuen i després canten ... Bernadette és impecable pel que fa a mi. No puc pensar en res negatiu. Peters continuà amb la seva associació amb Sondheim apareixent en un concert benèfic de Anyone Can Whistle, interpretant el paper de Fay Apple. A més, va aparèixer en diversos concerts amb l'obra de Sondheim i va actuar per a ell en la cerimònia del Kennedy Center Honors de 1993.
Després va protagonitzar en l'adaptació musical The Goodbye Girl de Neil Simon, amb música de Marvin Hamlisch (1993). Peters va guanyar el seu segon Tony com a millor actriu principal en un musical per la seva actuació com a Annie Oakley en el revival de Broadway de Annie Get Your Gun de 1999. Entre els molts comentaris, el crític Lloyd Rose, del Washington Post va dir: "[Peters] bandeja tots els pensaments d'Ethel Merman sobre dues barres al seu primer número, 'Doin' What Comes Natur'lly.' En part, és a causa que Annie de Merman era una alegre i corprenedora, mentre que Peters interpreta un joc adorable, lleugerament desenfadat ... Per a qualsevol persona que es preocupi pel teatre musical americà, la possibilitat de veure a Peters en aquest paper és la raó suficient per veure el espectacle." Playbill va anar encara més enllà: "Probablement la comèdia més talentosa del teatre musical actual, Peters aconsegueix extreure la rialla de la majoria de totes les línies que diu".
El 2003, Peters va protagonitzar Mama Rose en la revifalla de Broadway de Gypsy, guanyant una altra nominació a Tony. Ben Brantley, a la seva revista del New York Times, va escriure: "Treballant contra el tipus i l'expectativa sota la direcció de Sam Mendes, la Sra. Peters ha creat el retrat més complex i atractiu de la seva llarga carrera, i ho ha fet de manera que es desvieu radicalment del model de Merman". El 2006, va participar en la lectura del musical Sondheim - Weidman Bounce. El 2007, Peters va participar en una lectura benèfica de l'obra play Love Letters amb John Dossett. Peters va protagonitzar el revival de Broadway de Sondheim, A Little Night Music (2010), en substitució de Catherine Zeta-Jones en el paper de Desirée. El crític del New York Times va escriure sobre la seva actuació,
«Pels amants del teatre no hi pot haver més plaer actual que testimoniar Bernadette Peters interpretar el número de signatura de l'espectacle "Send In the Clowns" amb una transparència emocional i delicadesa musical que converteix aquesta celebrada cançó en una ocasió de transport d'art. No estic segur que mai hagi experimentat amb tanta força palpable –o tan importants cops d'oca– la sensació d'estar presents en un moment indeleble de la història del teatre musical.»

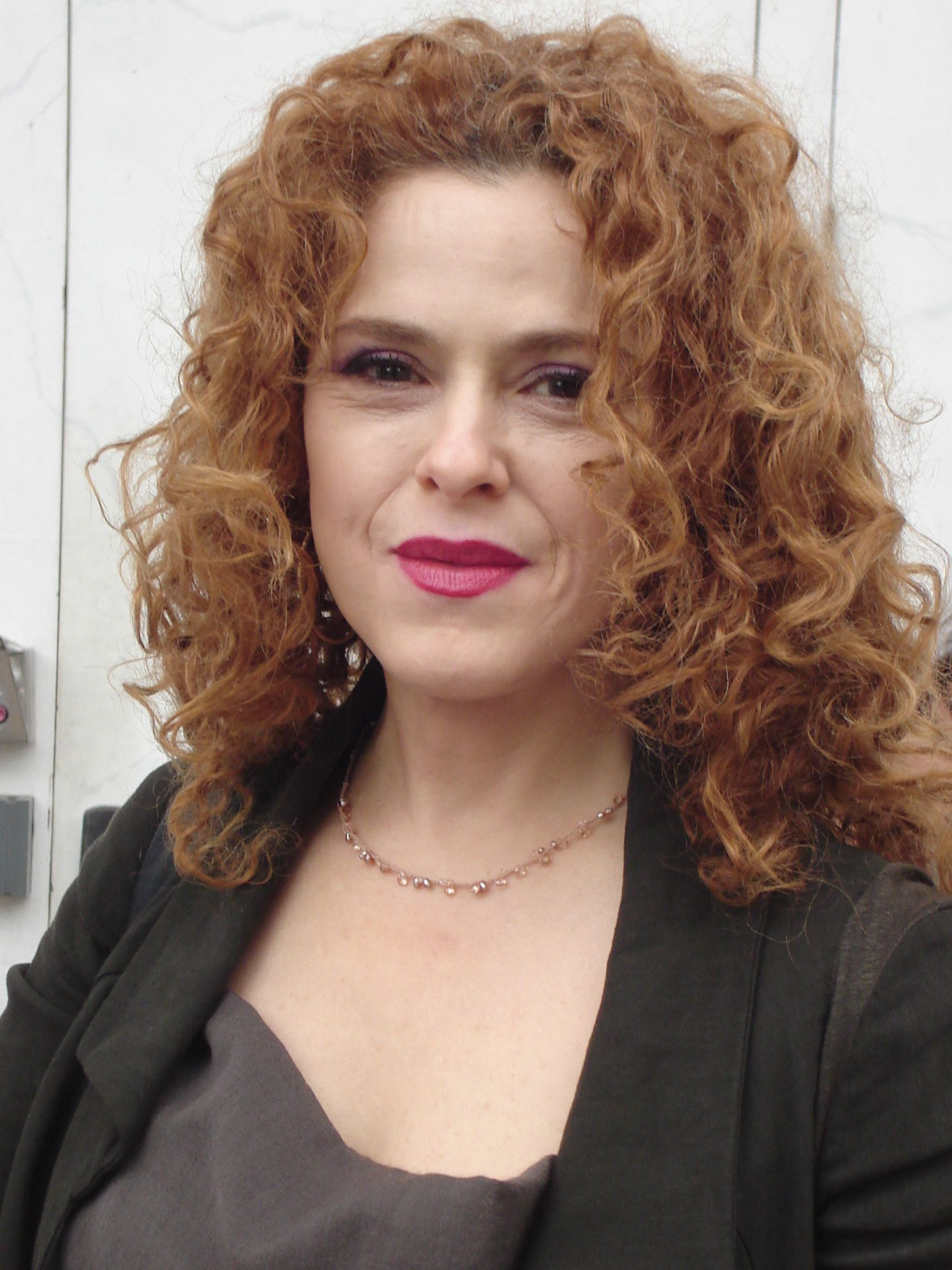
Peters el 2011 al Kennedy Center

La següent aparició de Peters va ser en el paper de Sally Durant Plummer a la producció del Kennedy Center for the Performing Arts del musical de Sondheim – Goldman Follies el 2011. Un crític va escriure: "Peters ... captiva exquisitament la insondable tristesa del personatge. És sens dubte un gir d'estel, però que crida l'atenció per si mateixa per la seva veracitat. No és d'estranyar, la seva interpretació de 'Losing My Mind' és simplement desconcertant ". Va reprendre el paper en la revifalla de Broadway al Marquis Theatre, més tard el 2011, i va rebre una nominació al Drama Desk Award, Actriu Més Destacada en un musical.
Peters va actuar en el concert escenificat de la revista de Sondheim i Wynton Marsalis en titulada A Bed and a Chair: A New York Love Affair al New York City Center el 2013. Aquesta col·laboració entre Encores! i el Jazz at Lincoln Center va ser dirigit per John Doyle, amb arranjaments jazzístics de les cançons de Sondheim. Peters va cantar "Broadway Baby", "The Ladies Who Lunch"," Isn't He Something?"," I Remember" i "With So Little to Be Sure Of", entre d'altres. Jesse Green, en la seva crítica al New York Magazine, va comentar: "[Una actriu commovedora (i divertida) que Peters queda, no a la part superior de la seva veu sinó a través d'ella." Brantley, en la seva crítica del New York Times va escriure: "Com a cantant i actriu, ella no pot evitar ser ardent, plena de gola i sincera. També ens recorda aquí els seus regals còmics considerables i originals."
Peters va tornar a Broadway en el paper principal de la nova producció del 2017 de Hello, Dolly! al Shubert Theatre. En substitució de Bette Midler, Peters va començar les funcions el 20 de gener de 2018. Marilyn Stasio va escriure a Variety: "L'estil personal de Dolly és fer entrepassar i encantar la gent per anar-se'n." .) També té les gallines d'actuació per humitejar els globus oculars quan demana al seu difunt marit que beneeixi la seva renúncia a la viduïtat i es reincorpori a la raça humana a "Abans que la desfilada passi". "
Peters va actuar en el concert escenificat de la revista de Sondheim i Wynton Marsalis en titulada A Bed and a Chair: A New York Love Affair al New York City Center el 2013. Aquesta col·laboració entre Encores! i el Jazz at Lincoln Center va ser dirigit per John Doyle, amb arranjaments jazzístics de les cançons de Sondheim. Peters va cantar "Broadway Baby", "The Ladies Who Lunch"," Isn't He Something?"," I Remember" i "With So Little to Be Sure Of", entre d'altres. Jesse Green, en la seva crítica al New York Magazine, va comentar: "[Una actriu commovedora (i divertida) que Peters queda, no a la part superior de la seva veu sinó a través d'ella." Brantley, en la seva crítica del New York Times va escriure: "Com a cantant i actriu, ella no pot evitar ser ardent, plena de gola i sincera. També ens recorda aquí els seus regals còmics considerables i originals."
Peters va tornar a Broadway en el paper principal de la nova producció del 2017 de Hello, Dolly! al Shubert Theatre. En substitució de Bette Midler, Peters va començar les funcions el 20 de gener de 2018. Marilyn Stasio va escriure a Variety: "L'estil personal de Dolly és fer entrepassar i encantar la gent per anar-se'n." .) També té les gallines d'actuació per humitejar els globus oculars quan demana al seu difunt marit que beneeixi la seva renúncia a la viduïtat i es reincorpori a la raça humana a "Abans que la desfilada passi". "

#### Premis de teatre
Peters ha estat nominat al Premi Tony en set ocasions, guanyant-lo dues vegades, i també ha rebut un premi Tony honorífic. També ha estat nominada al premi Drama Desk, guanyant-lo tres vegades per Annie Get Your Gun, Song and Dance i Dames at Sea. Al 66a Edició dels Premi Tony (2012), a Peters se li va lliurar el premi honorari Isabelle Stevenson per "fer una contribució substancial de temps i esforç voluntari en nom d'una o més organitzacions humanitàries, de serveis socials o de beneficència, independentment de tant si aquestes organitzacions es relacionen amb el teatre ", específicament per al seu treball amb Broadway Barks. En fer l'anunci d'aquest premi, la pàgina oficial dels Tony va assenyalar "Amb una rica generositat d'esperit, la devoció de Bernadette Peters per causes benèfiques potser només es veu superada per la seva molta dedicació a la realització ... Els esforços de Peters són a la màxima consideració a Broadway i més enllà. " Tom Viola, de BC / EFA, va dir: "La compassió i la generositat sense límits de Bernadette representen el millor de tots nosaltres".

### Aparicions a la televisió

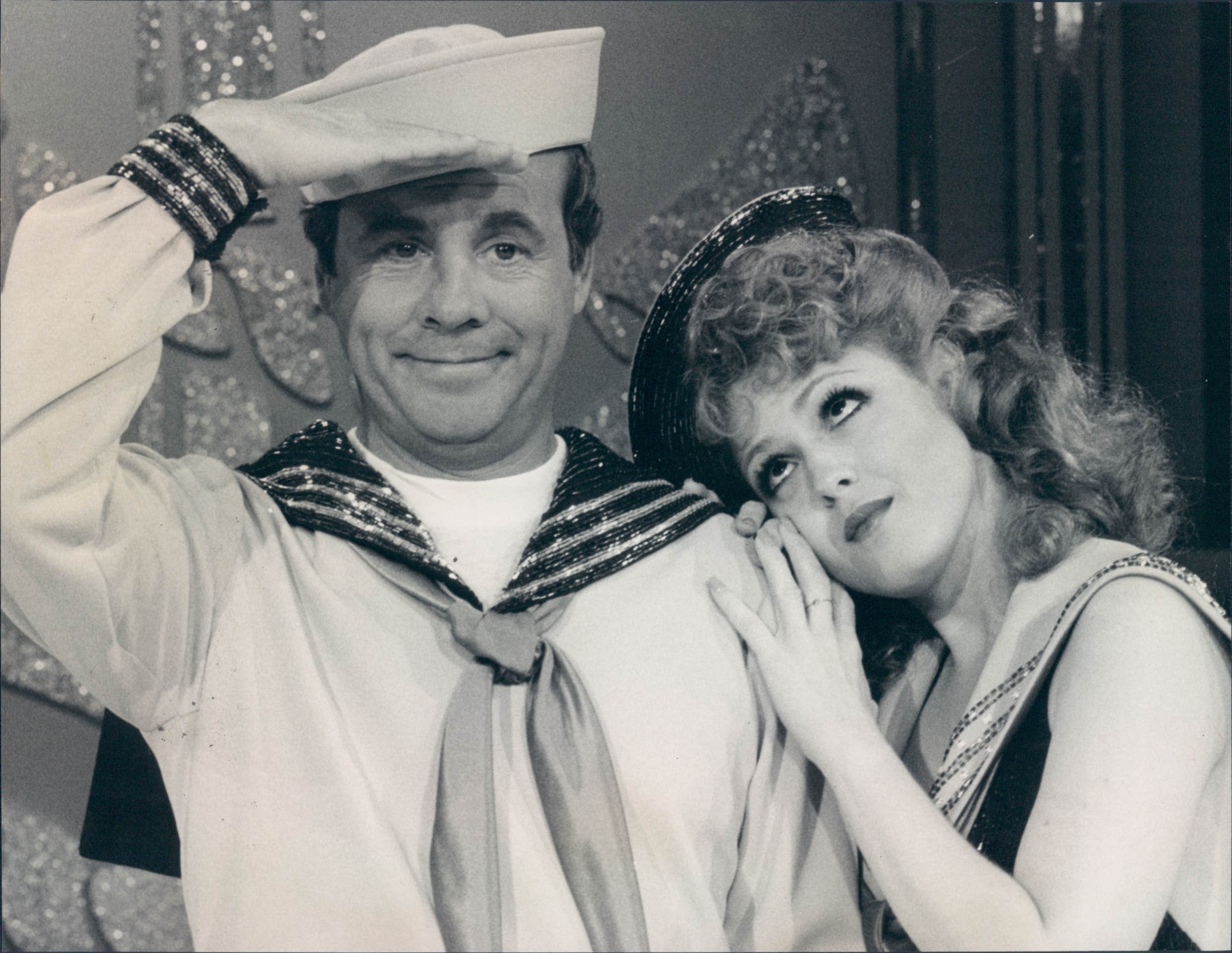
Peters al Tim Conway Show, 1977

Peters va ser nominada als premis Emmy pels seus papers protagonitzats per The Muppet Show (1977) i Ally McBeal (2001). A The Muppet Show, Peters va cantar la cançó "Just One Person" a Robin the Frog. Va ser una de les convidades dels Muppets quan va acollir The Tonight Show el 1979, va tornar a cantar "Just One Person" a Robin, i va aparèixer en altres episodis amb els Muppets. Peters també va ser nominada al Premi Daytime Emmy 2003, destacat intèrpret en un especial infantil, pel seu treball a la pel·lícula de televisió de 2002 Bobbie's Girl. Va guanyar el "CableACE Award" de 1987 pel seu paper com a Dot en la versió televisiva de Sunday in the Park with George.
Ha aparegut en nombrosos espectacles de varietats amb estrelles com Sonny and Cher i George Burns. També ha actuat i presentat en les retransmissions dels Premis de l'Acadèmia el 1976, el 1981, el 1983, el 1987 i el 1994. Peters ha estat presentadora a la cerimònia anual dels Premis Tony i co-presentà la cerimònia amb Gregory Hines el juny de 2002. També va aparèixer al Saturday Night Live el novembre de 1981. Va fer 11 aparicions convidades al The Carol Burnett Show a més d'aparèixer amb Burnett a la versió per a televisió de Once Upon a Mattress i el 1982 a la pel·lícula Annie. També va actuar a la cerimònia del Kennedy Center Honors per a Burnett el 2003. Peters va aparèixer a The Tonight Show Starring Johnny Carson i al programa de conversa diària Live with Regis and Kelly, tots dos com a co-presentadora i convidada. Peters va dir a Rita el gat perdut als segments
 "Rita and Runt" de la sèrie animada Animaniacs a la dècada de 1990. Peters, com a Rita, va cantar cançons originals escrites per al programa i paròdies de números musicals de Broadway. Va aparèixer a Inside the Actor's Studio el novembre de 2000, parlant de la seva carrera i artesania.
Peters ha protagonitzat diverses pel·lícules de televisió, incloses The Last Best Year (1990) amb Mary Tyler Moore, Cinderella, de Rodgers i Hammerstein (1997) amb Brandy (rebent una nominació al " Golden Satellite Award " pel seu paper), i Prince Charming (2003) amb Martin Short. Va ser protagonista de la seva pròpia sèrie de televisió, All's Fair, amb Richard Crenna el 1976–77. Va interpretar a una jove fotògrafa liberal, que s'implica romànticament amb un columnista més antic i conservador. Tot i que Peters va ser elogiat per la seva carismàtica actuació, l'espectacle va tenir una única temporada. Peters va ser nominat al premi Globus d'Or com a millor actriu de TV - Musical / Comèdia. El març de 2005 va fer de pilot per a una sèrie de comèdia de situació a l'ABC titulada Adopted, protagonitzada per Christine Baranski, però no va ser passar el tall. Peters va aparèixer a la pel·lícula de televisió de Lifetime Living Proof, que va ser transmès per primera vegada el 18 d'octubre de 2008. Ella va exercir el paper de Bàrbara, una professora d'art amb càncer de mama, que és inicialment reticent a participar en l'estudi per al medicament contra el càncer Herceptin. Andrew Gans de Playbill va escriure: "Peters és capaç de triar entre una paleta emocional expansiva per acolorir el personatge, i la seva interpretació ... és emotiva, amb humor i, en definitiva, suscitat d'esperit".

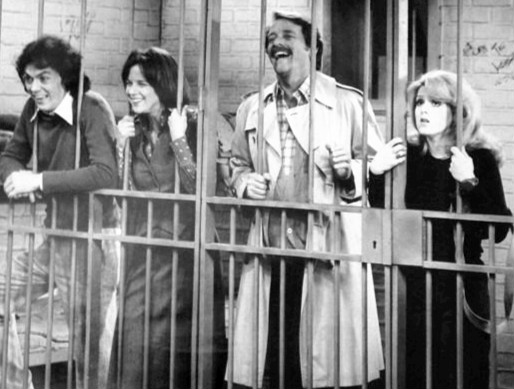
Foto de la sèrie de televisió All's Fair. Des de l'esquerra, Michael Keaton (Lanny Wolf), Judith Kahan (Ginger Livingston), Richard Crenna (Richard Barrington) i Bernadette Peters (Charley Drake).

La tasca televisiva de Peters també inclou aparicions com a convidada en diverses sèries de televisió. Va aparèixer com l'aguda germana de Karen Walker (Megan Mullally) en el penúltim episodi de la sèrie de la NBC Will & Grace, "Whatever Happened to Baby Gin?" (Maig de 2006); com a advocada defensora de la sèrie NBC, Law & Order: Special Victims Unit (novembre de 2006); com a jutge de la sèrie ABC Boston Legal (maig de 2007); i com a víctima d'un accident a Grey's Anatomy (setembre de 2008). Del seu paper a Grey Anatomy, TV GuideVa escriure: "Peters està especialment bé, ja que afronta una vida que no té el seu control. La fa apte per tenir una candidatura per a la nominació d'un actor convidat a l'Emmy." Al gener, febrer i maig de 2009, va aparèixer en la sèrie d'ABC Ugly Betty en cinc episodis com Jodie Papadakis, una magnat de les revistes que dirigeix el l YETI (Editors Joves Iniciativa per a la Formació) programa en el que Betty i Marc hi estan. La seva aparició al 
, el juny de 2009, va ser filmada i difosa a Austràlia més tard aquell mateix mes.
Peters va aparèixer per primera vegada a la sèrie de la NBC Smash a l'episodi "The Workshop" del març del 2012, mentre Leigh Conroy, mare de Ivy, una estrella retirada de Broadway, que se sent competitiva a causa de la florida carrera de la seva filla. Visita el taller i canta Everything's Coming Up Roses (de Gypsy) a petició del repartiment del taller. També va aparèixer al final de la primera temporada, "Bombshell" (maig de 2012), per celebrar el presumpte paper de Ivy com a Marilyn, a l'episodi "The Parents" (abril de 2013), on, com a Leigh, canta una cançó original de Marc Shaiman i Scott Wittman, "Hang the Moon", i als episodis "Opening Night" (abril de 2013) i "The Phenomenon" (maig de 2013).
Del 2014 al 2018, Peters va interpretar Gloria, la presidenta del comitè d'orquestra de Mozart in the Jungle, una sèrie de vídeos web d'Amazon Studios basada en les memòries del mateix nom de Blair Tindall. L'espectacle es va recollir per a la segona i tercera temporada. Va ser una estrella convidada a la sèrie de televisió Bravo (2014) Girlfriends 'Guide to Divorce, interpretant a la mare del personatge de Janeane Garofalo en l'episodi "Regla # 21: Leave Childishness to Children".
Peters interpreta el paper recurrent de Lenore Rindell en un spinoff de la sèrie de televisió The Good Wife, titulada The Good Fight, que s'emet a les cadenes CBS i CBS All Access a partir del febrer de 2017. Lenore i el seu marit Henry són experts en finances i estafadors; són els pares d'un personatge principal, Maia, una jove advocada.

### Enregistraments
Peters ha gravat sis àlbums en solitari i diversos senzills. Tres dels seus àlbums han estat nominats al Premi Grammy. El senzill Peters de 1980, " Gee Whiz ", que va rememorar la memòria de Memphis de Carla Thomas, de 1960, va assolir el Top'40 a les llistes de singles pop de Billboard. Ha gravat la majoria dels musicals de Broadway i off-Broadway en els quals ha aparegut, i quatre d'aquests àlbums de repartiment han guanyat els premis Grammy.
El seu proper àlbum en solitari, Now Playing (1981), va comptar amb cançons de Jerry Leiber i Mike Stoller, Carole Bayer Sager i Marvin Hamlisch, i Stephen Sondheim (per exemple, "Broadway Baby"). Bernadette Peters es va reeditar al CD el 1992 com a Bernadette, amb la coberta de Vargas de 1980 i va incloure algunes de les cançons de Now Playing. El 1996 va ser nominada al premi Grammy pel seu àlbum més venut, I'll Be Your Baby Tonight, que inclou cançons populars de John Lennon, Paul McCartney, Lyle Lovett, Hank Williams, Sam Cooke i Billy Joel, a més de clàssics de Broadway de Leonard Bernstein i Rodgers i Hammerstein. La gravació en directe del seu concert de Carnegie Hall de 1996, Sondheim, Etc. - Bernadette Peters Live At Carnegie Hall, també va ser nominada al premi Grammy.
El següent àlbum d'estudi de Peters, el 2002, Bernadette Peters Loves Rodgers and Hammerstein, consistia íntegrament en cançons de Rodgers i Hammerstein, incloent-hi dues que sovint canta als seus concerts, " "Some Enchanted Evening" i "There Is Nothin' Like a Dame". Aquest àlbum, que va aconseguir la posició 14 a la llista "Top Internet Albums" de Billboard, va ser el seu tercer àlbum consecutiu proposat per un Premi Grammy. Va formar la base del seu debut en solitari al Radio City Music Hall el juny de 2002. El seu darrer àlbum en solitari, titulat Sondheim Etc., Etc. Live At Carnegie Hall: The Rest of It, va ser llançat el 2005. Consta de totes les cançons del seu concert de Carnegie Hall de 1996 que no es van incloure en la gravació anterior.
A més, Peters ha gravat cançons en altres àlbums, com " Dublin Lady" a Flirting with the Edge de John Whelan (Narada, 1998). Al disc de Mandy Patinkin Dress Casual de 1990, Patinkin i Peters van gravar les cançons de l'obra de televisió de Stephen Sondheim del 1966, Evening Primrose. A l'àlbum d'homenatge Born to the Breed: A Tribute to Judy Collins Peters canta "Trust Your Heart".
A la ressenya del The New York Timesde la gravació de Song and Dance de Broadway de 1986 (titulada Bernadette Peters a la cançó i ball de Andrew Lloyd Webber), Stephen Holden va escriure que la gravació va ser "un triomf personal per a una cantant i actriu que s'estableix ràpidament com la primera dama del musical de Broadway. Material escènic que la seva música voreja el kitsch i les lletres i la història del qual suggereixen una telenovela verbosa, La senyoreta Peters projecta, tanmateix, una generositat i una convicció emocionants sorprenents. Gairebé d'una sola manera converteix les inconseqüents desventures eròtiques d'Emma ... en una emotiva fàbula romàntica sobre l'amor i les seves defenses i la pèrdua d'innocència ... La senyoreta Peters sempre ha evidenciat una carinyosa. La dolçor i la vulnerabilitat del temple de Shirley: aquesta qualitat, que semblava més com una afectació adorable de les estrelles infantils que un tret profund, ha demostrat ser un ingredient essencial de la personalitat de Miss Peters.Un lliurament que ha aprofundit i ha madurat en una honradesa i compassió que es desprenen de cantar infantil, però també resistent ".
El 2003, Andrew Gans va escriure a Playbill.com sobre les sessions de gravació de Peters per a Gypsy : «Què és de la seva veu que es mou? Part femenina i part femenina, és un instrument poderós, no només en volum (tot i que això és impressionant), però en la riquesa de l'emoció és capaç de transmetre ... la seva veu, aquella barreja de tons intensos, dolços, arrodonits, plens de vibrat, indueix una resposta que abasta l'escala emocional.» De la seva "Rose's Turn", Gans va escriure: «... la seva interpretació d'aquesta cançó pot ser el punt culminant d'una carrera ja plena de molts moments destacats: Ha agafat una cançó que ha estat interpretada increïblement per altres i la va portar a una nou nivell.» De la seva actuació a la gravació de Follies  (2011),Playbill.com diu: «Es tracta d'una bona Sally, el tipus de Sally que espereu obtenir d'una actriu com, bé, Bernadette Peters. El rendiment del CD és convincent; aquesta és simplement la màgia de l'estudi de gravació o Peters ha canviat el que fa i com ho fa».
El The New York Times Magazine va informar que Peters es troba entre els centenars d'artistes el material de gravació dels quals va ser destruït a l'incendi de la Universal del 2008.

### Actuacions en concerts

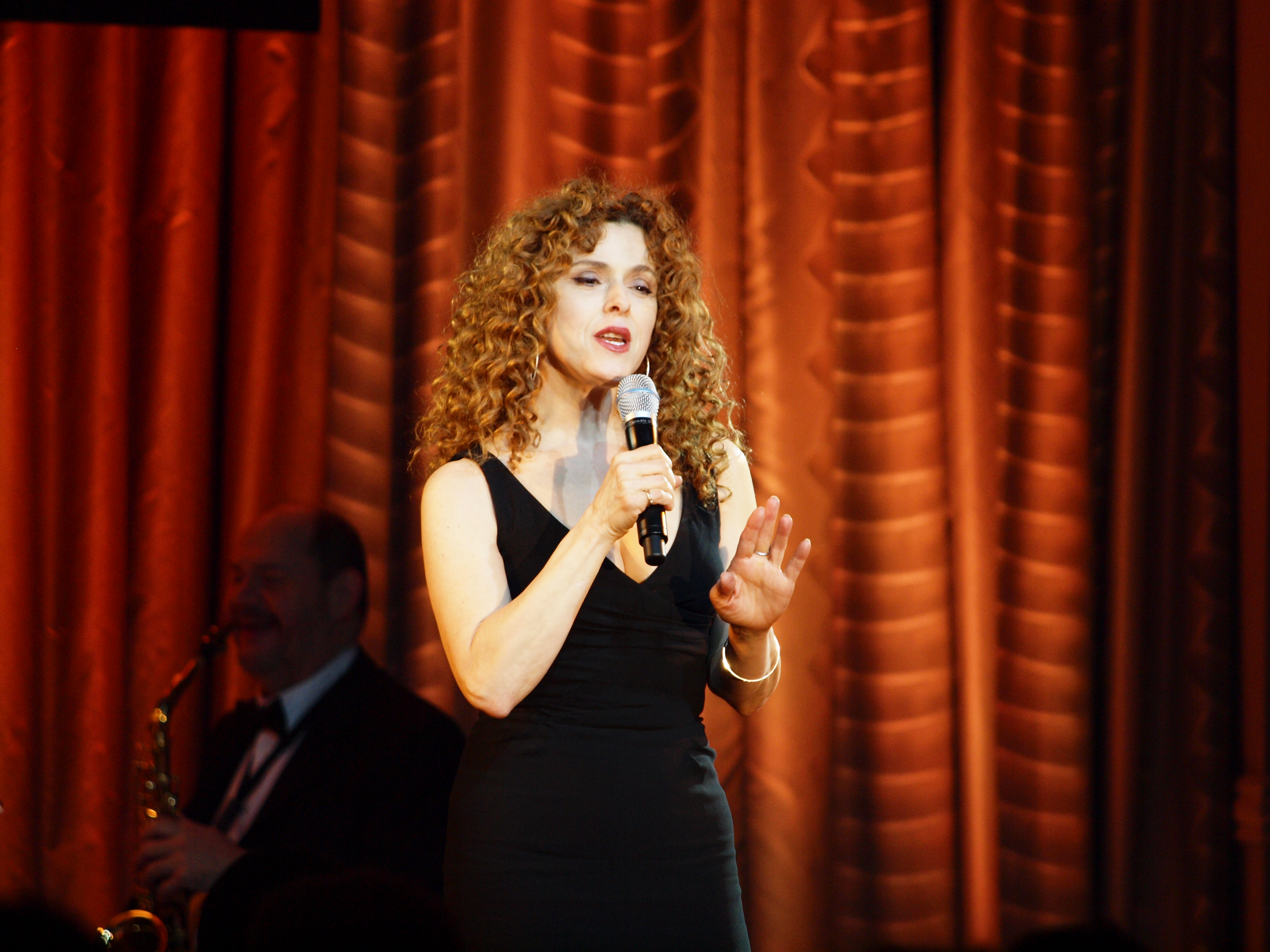
Peters a the Drama League el 2010

Peters fa molts anys que fa concerts en solitari als Estats Units i el Canadà. Va debutar en solitari al Carnegie Hall de la ciutat de Nova York el 1996, dedicant la segona meitat a l'obra de Stephen Sondheim. Va realitzar un concert similar a Londres, que va ser enregistrat i llançat en vídeo, i també es va emetre a les emissores de televisió pública nord-americana el 1999. Continua fent el seu concert en solitari a escenaris dels Estats Units, com l'Adrienne. Arsht Center for the Performing Arts de Miami, i amb orquestres simfòniques com la Pittsburgh Symphony Orchestra,, la Dallas Symphony, i la Filarmònica de Los Angeles al Walt Disney Hall.

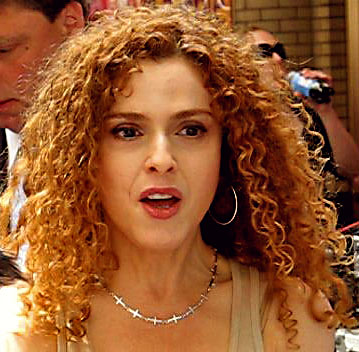
Peters a Broadway Barks, 2006

En un repàs al concert del 2002 de Radio City Music Hall, Stephen Holden del The New York Times va descriure Peters com «l'encarnació de les flors i violes d'una princesa del llibre de contes de fades... dins d'una bombolla de sabó gegant que flotava cap al cel. Una creença en el poder dels somnis darrere de les cançons de Rodgers i Hammerstein, si no fos en la seva realitat, era possible». Peters va fer el seu debut en solitari al Lincoln Center de Nova York a l'any 2006. Holden, revisant aquest concert, va assenyalar: "Fins i tot girava per l'escenari de l'Avery Fisher Hall com una voluptuosa Venus de Botticelli amb un vestit de Bob Mackie... va irradiar una innocència preternatural ... Per a l'etern nen de tots nosaltres, evoca un company de joc infantil subrogat ". Peters va ser la titular del Festival Cabaret Adelaide del 2009 a Adelaida, Austràlia. El Sunday Mail va escriure que Peters mostrava "la vela, el vigor i la veu d'algú de la meitat de la seva edat".
Peters sovint fa concerts en benefici d'organitzacions artístiques o per ajudar a marcar ocasions especials, com la seva actuació en un creuer durant la nit al Seabourn Odyssey en un benefici per al Adrienne Arsht Center for the Performing Arts a Miami el 2009. Va ser una de les intèrprets que va ajudar a celebrar la gran inauguració del centre el 2006. Va encapçalar la gala de l'Aniversari de l'Alliance of the Arts Black Tie en la Thousand Oaks Civic Arts Plaza de Thousand Oaks, Califòrnia, el 21 de novembre de 2009. Va col·laborar en celebrar l'obertura de la Arts Arts amb concerts quinze anys abans. El 2015, Peters va actuar al concert Sinatra: Voice for a Century al Lincoln Center, una recaptació de fons per al nou David Geffen Hall en celebració del centenari del naixement de Frank Sinatra. Va cantar "It Never Entered My Mind". Va ser presentat per Seth MacFarlane i va comptar amb l'Orquestra Filharmònica de Nova York, Sting, Billy Porter, Sutton Foster and Fantasia Barrino. Public Broadcasting Service té previst emetre-la com a part de la sèrie "Live from Lincoln Center" el desembre de 2015.
Des del 2013, fa gira de manera intermitent amb el seu show de cabaret, An Evening with Bernadette Peters, i una sèrie de concerts, "Bernadette Peters in Concert". A l'abril de 2014 va actuar a Austràlia. El crític de The Sydney Morning Herald va escriure: "Potser és una qüestió de personalitat tant com la veu: un caliu natural i un instint per no exagerar mai el contingut emocional d'una cançó. Sigui com sigui, és fàcil veure i escoltar per què, des de fa 30 anys, Bernadette Peters Probablement ha estat la millor intèrpret del teatre musical ... Fins i tot va donar vida a "Send In the Clowns" ... En lloc de fer-lo inflar emocionalment (com ho fan tants), Peters el va contractar, traient delicadament la seva essència com pasta de dents d'un tub gairebé buit. " Va fer concerts el juny de 2016 al Regne Unit al Royal Festival Hall, a la Manchester Opera House i a l'Edinburgh Playhouse.

### Llibres infantils
Peters canta quatre cançons al CD que acompanya el llibre de dibuixos infantils del 2005 Dewey Doo-it Helps Fly Owlie Again, els beneficis del qual beneficia la Christopher Reeve Foundation. El seu coprotagonista de Sunday in the Park with George, Mandy Patinkin, també canta al CD.
Per donar suport a Broadway Barks, la societat de caritat d'adopció d'animals que va cofundar amb Mary Tyler Moore, Peters ha escrit tres llibres infantils, il·lustrats per Liz Murphy. El primer tracta sobre un gos desenfadat, anomenat així pel seu gos Kramer, i del plaer d'adoptar una mascota. Títolat Broadway Barks, el llibre està publicat per Blue Apple Books (2008). Peters va escriure la lletra i la música a un tema, titulat "Kramer's Song", que s'inclou en un CD del llibre. El llibre va arribar al número 5 de la llista de best sellers infantills de The New York Times: Picture Books per a la setmana del 8 de juny de 2008.
El seu segon llibre infantil és la història d'un pit bull, que porta el nom de "Stella", el gos de Peters. El personatge volia ser més aviat una ballarina de porc, però aprèn a acceptar-se. Titolat Stella is a Star, el llibre inclou un CD amb una cançó original escrita i interpretada per Peters i va ser llançat a l'abril de 2010 per Blue Apple Books. Segons Publishers Weekly, "Dirigir les pàgines a la narració animada de Peters, que es proporciona en un CD que l'acompanya, permet una experiència de lectura més gratificant. La història i el disc acaben amb un himne de l'autoestima que influeix de manera sorprenent. el conte en si, està estimulat per la seva encantadora veu. " Peters va presentar el llibre en una lectura i signatura on també va cantar part de la cançó, al LA Times Festival of Books, Los Angeles, Califòrnia, el 24 d'abril de 2010.
El tercer llibre, publicat el 2015, titulat Stella and Charlie Friends Forever, tracta sobre el seu gos de rescat Charlie que es va unir a la seva llar i sobre com Charlie es va acompanyar amb el seu gos gran, Stella.

### Altres activitats

#### Broadway Barks

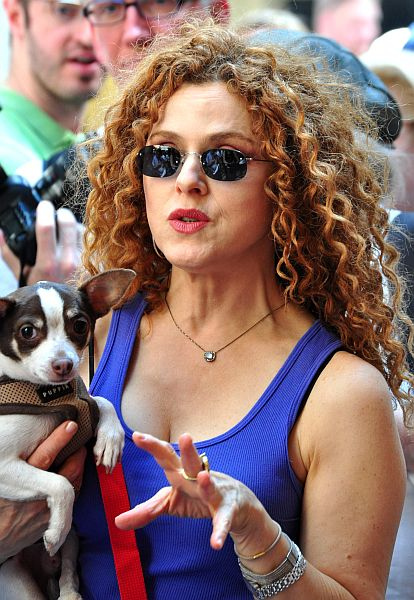
Peters at 13th Annual Broadway Barks, 2011

El 1999, Peters i Mary Tyler Moore van cofundar Broadway Barks, una trobada anual per adoptar un animal. Cada juliol, Peters acull l'esdeveniment de Broadway Barks a la ciutat de Nova York. Peters va celebrar un concert, "A Special Concert for Broadway Barks Because Broadway Cares", al Minskoff Theatre, Nova York, el 9 de novembre de 2009, en benefici tant per a Broadway Barks com per a Broadway Cares/Equity Fights AIDS. El concert va recaptar aproximadament 615.000 dòlars per a les dues entitats benèfiques. També en suport de Broadway Barks, Peters ha aparegut al talk show Live With Regis and Kelly.
El 2018, Peters va rebre el premi Brooke Astor del Animal Medical Center pel seu compromís de tota la vida amb el benestar animal, incloent-hi les "més de 2.000 adopcions" actuals en els esdeveniments de Broadway Barks.
Altres

#### Altres
Peters és membre del Patronat de Broadway Cares/Equity Fights AIDS i participa en esdeveniments de l'organització, com ara el Broadway Flea Market and Grand Auction, i el concurs "Gypsy of the Year". També és membre del Consell d'Administració de Standing Tall, un programa educatiu sense ànim de lucre que ofereix un programa innovador per a nens amb múltiples discapacitats, amb seu a la ciutat de Nova York. El seu difunt marit va ser el director i tresorer de Standing Tall. El concert benefici de 1995: Anyone Can Whistle i el concert de "Carnegie Hall" de Peters de 1996 van ser beneficis per a la Gay Men's Health Crisis.
El 2007, Peters va ajudar la comunitat de Broadway a celebrar el final de la vaga d'escenari en un concert de "Broadway's Back" al Marquis Theatre. El 2008, va ser una de les participants en una recaptació de fons per a la Westport Country Playhouse, i en la cerimònia d'obertura i dedicació de la renovada cabina de descompte TKTS a Times Square. Aquell any, també va presentar l'alcalde de la ciutat de Nova York, Michael Bloomberg, amb el premi humanitari als premis de la fundació de recerca de càncer de mama. El 8 de març de 2009 va ajudar a celebrar l'últim aniversari del senador Ted Kennedy (cantant "There Is Nothin 'Like a Dame") en un concert i cerimònia privats celebrats al Kennedy Center, presentat per Bill Cosby, amb molts senadors, representants i el president Barack i la primera dama Michelle Obama. El 19 de novembre de 2009 va ajudar a celebrar l'obertura de The David Rubenstein Atrium al Lincoln Center.
El 8 de febrer de 2010, Peters va ser un dels molts que va fer honor a Angela Lansbury en el benefici anual de la Drama League de Nova York, cantant "Not while I'm Around". El març de 2010, Peters va participar en el la celebració del 80è aniversari de Steven Sondheim amb la prestació "Sondheim 80" de la Roundabout Theatre Company. Va ser una de les càtedres honoraries. Ella va formar part de la gala de Sondheim del Roundabout Theatre en el seu 75è aniversari. El 2012, Peters es va convertir en patró de la Stephen Sondheim Society.
Va actuar a la cerimònia dels Premis Olivier el 2014, cantant la cançó "Losing My Mind". Una crítica a The Arts Desk va dir: «La tradició de portar una estrella de Broadway o duess ... presumptament va explicar una aparició tardana per una Bernadette Peters encara lluminosa, que va arribar a la nota molt alta al final de " Losing My Mind", que sovint no intenten altres intèrprets d'aquella cançó particular de Sondheim.»

## Vida personal
Peters i Steve Martin van iniciar una relació romàntica el 1977 que va durar aproximadament quatre anys. El 1981, la seva popularitat la va portar a aparèixer a la portada i a una difusió en el número de desembre de 1981 de la revista Playboy, en què va posar en roba interior dissenyada per Bob Mackie.
Peters es va casar amb l'assessor d'inversions Michael Wittenberg el 20 de juliol de 1996. Wittenberg va morir als 43 anys el 26 de setembre del 2005, en un accident en helicòpter a Montenegro mentre estava de viatge de negocis.

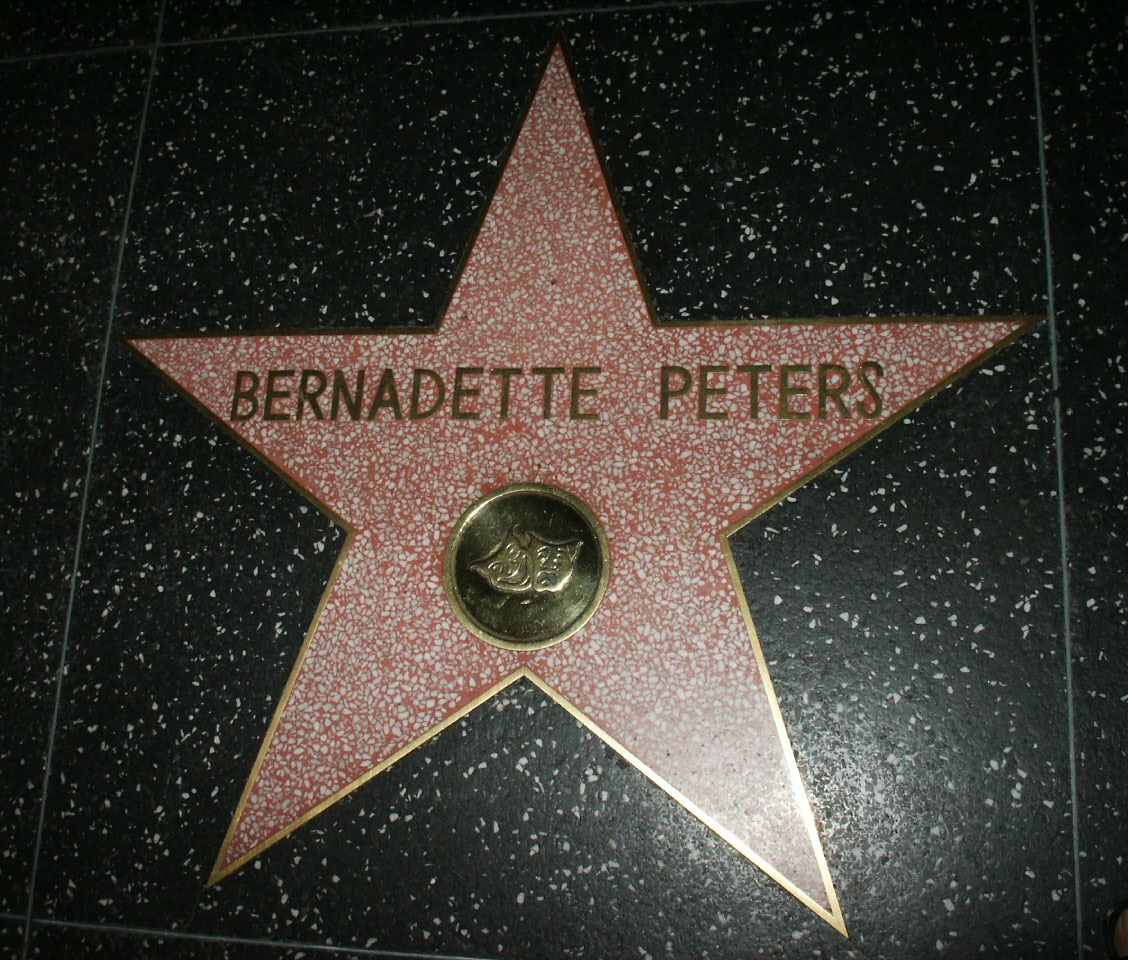
Estrella de Peters al Passeig de la fama de Hollywood

Peters té un gos de raça mixta anomenat Charlie. Ha adoptat tots els seus gossos dels refugis.

## Premis honorífics
Peters ha rebut nombrosos premis honorífics, incloent una estrella al Passeig de la Fama de Hollywood el 1987. Va ser nomenada Hasty Pudding Woman of the Year el 1987. Altres honors inclouen el Premi Sarah Siddons per una actuació destacada en una Producció teatral de Chicago (1994 per a The Goodbye Girl); l'American Theatre Hall of Fame del Gershwin Theatre de Nova York (1996), com a persona més jove que ha estat honorada; La Medalla de l'Assoliment Artístic de l'Actors Fund Medal (1999); un Doctorat Honorífic per Hofstra University (2002); el Hollywood Bowl Hall of Fame del 2002 i el National Dance Institute 2009 Artistic Honoree. Ha rebut el Premi Sondheim, presentat pel Signature Theatre en 2011.
El 2012, New Dramatists, una organització que dona suport als dramaturgs inicials, va presentar a Peters el seu Premi Lifetime Achievement Award, afirmant: «Ha introduït un nou so al teatre i continua fent-ho, de maneres sorprenents i miraculoses. Per alguna mena de màgia, la seva singularitat sempre aconsegueix treure el millor i el més ric en l'obra dels seus compositors i escriptors». El 2013 la Drama League va lliurar a Peters el seu Premi especial de Distinguished Achievement in Musical Theatre Award per "la seva contribució al teatre musical". Peters va ser el Honor Centenari a la Gala del Dret de la Lliga Drama el 2015. Un homenatge musical va ser presentat per molts dels coprotagonistes de Peters al llarg dels anys, inclosos els repartiments originals i actuals de Dames at Sea. La Lliga va dir que Peters "exemplifica el millor absolut del que pot ser el teatre musical americà".
Ella va rebre el premi John Willis de 2016 per a Lifetime Achievement in the Theatre, presentat als Theatre World Awards el 23 de maig de 2016. Va ser honorada al benefici de tardor del Manhattan Theatre Club el novembre de 2018.
Va Rebre el premi Prince Rainier III el 2019 "per la seva excel·lent artística i un retorn filantròpic exemplar".

## Carrera

### Teatre (seleccionada)
| Any  | Espectacle                     | Paper                | Notes |
| ---- | ------------------------------ | -------------------- | --- |
| 1958 | This is Goggle                 |                      | Debut professional a l'escenari |
| 1967 | The Girl in the Freudian Slip  | Leslie Maugham       | Debut a Broadway (suplent) |
| 1967 | Johnny No-Trump                | Bettina              | |
| 1968 | George M!                      | Josie Cohan          | Premi Theatre World per l'Actuació Debutant |
| 1968 | Dames at Sea                   | Ruby                 | Premi Drama Desk a l'Actuació Més Destacada |
| 1968 | A Mother's Kisses              | Performer            | Escrita per Bruce Jay Friedman i protagonitzada per Bea Arthur. Tres setmanes de proves a New Haven i a Baltimore; cancel·lada abans de l'estrena prevista a Broadway.          |
| 1969 | La Strada                      | Gelsomina            | Tancà després d'una actuació oficial. L'actuació de Peters va ser lloada. |
| 1971 | Nevertheless, They Laugh       | Consuelo             | Lamb's Club, Nova York, marc de 1971 (5 funcions) |
| 1971 | W.C.                           | Carlotta Monti       | Protagonitzada per Mickey Rooney. És representà només entre maig i octubre de 1971, però mai no s'arribà a estrenar a Nova York.                                                |
| 1971 | On the Town (revival)          | Hildy Esterhazy      | Nominada—Premi Tony a Millor Actriu de Repartiment de Musical |
| 1974 | Mack & Mabel                   | Mabel Normand        | Nominada—Premi Drama Desk a Actriu Més Destacada en un Musical Nominada—Premi Tony a la Millor Actriu Protagonista de Musical                                                   |
| 1982 | Sally and Marsha               | Sally                | |
| 1984 | Sunday in the Park with George | Dot/Marie            | Nominada—Premi Drama Desk a Actriu Més Destacada en un Musical Nominada —Premi Tony a la Millor Actriu Protagonista de Musical                                                  |
| 1985 | Song and Dance                 | Emma                 | Premi Drama Desk a Actriu Més Destacada en un Musical Premi Tony a la Millor Actriu Protagonista de Musical                                                                     |
| 1987 | Into the Woods                 | The Witch            | Nominada—Premi Drama Desk a Actriu Més Destacada en un Musical |
| 1993 | The Goodbye Girl               | Paula                | Nominada—Premi Tony a la Millor Actriu Protagonista de Musical |
| 1999 | Annie Get Your Gun (revival)   | Annie Oakley         | Premi Drama Desk a l'Actriu Més Destacada en un Musical Premi Outer Critics Circle a l'Actriu Més Destacada en un Musical Premi Tony a la Millor Actriu Protagonista de Musical |
| 2003 | Gypsy (revival)                | Rose                 | Nominada—Premi Drama Desk a Actriu Més Destacada en un Musical Nominada —Premi Tony a la Millor Actriu Protagonista de Musical                                                  |
| 2010 | A Little Night Music (revival) | Desiree Armfeldt     | Substituí a Catherine Zeta-Jones entre juliol de 2010-gener de 2011 |
| 2011 | Follies (revival)              | Sally Durant Plummer | Kennedy Center i Broadway Nominada—Premi Drama Desk a Actriu Més Destacada en un Musical                                                                                        |
| 2018 | Hello, Dolly!                  | Dolly Gallagher Levi | Substituí a Bette Midler entre gener i juliol de 2018 |

### Cinema
| Any  | Espectacle                                           | Paper                | Notes                                                 |
| ---- | ---------------------------------------------------- | -------------------- | ----------------------------------------------------- |
| 1973 | Ace Eli and Rodger of the Skies                      | Allison              |                                                       |
| 1974 | The Longest Yard                                     | Secretària de Warden | Cameo                                                 |
| 1976 | W.C. Fields and Me                                   | Melody               |                                                       |
| 1976 | Silent Movie                                         | Vilma Kaplan         | Nominada al Globus d'Or a la millor actriu secundària |
| 1976 | Vigilante Force                                      | Little Dee           |                                                       |
| 1979 | The Jerk                                             | Marie                |                                                       |
| 1981 | Tulips                                               | Rutanya Wallace      |                                                       |
| 1981 | Pennies from Heaven                                  | Eileen               | Globus d'Or a la millor actriu musical o còmica       |
| 1981 | Heartbeeps                                           | Aqua                 |                                                       |
| 1982 | Annie                                                | Lily St. Regis       |                                                       |
| 1989 | Esclaus a Nova York (Slaves of New York)             | Eleanor              |                                                       |
| 1989 | El cadillac rosa (Pink Cadillac)                     | Lou Ann McGuinn      |                                                       |
| 1990 | Alice                                                | Musa                 |                                                       |
| 1991 | Impromptu                                            | Marie D'Agoult       |                                                       |
| 1997 | Anastasia                                            | Sophie               | Veu                                                   |
| 1997 | Beauty and the Beast: The Enchanted Christmas        | Angelique            | Veu                                                   |
| 1998 | Barney's Great Adventure                             |                      | singer, title song                                    |
| 1999 | Snow Days                                            | Elise Ellis          |                                                       |
| 1999 | Wakko's Wish                                         | Rita                 | Veu                                                   |
| 2003 | Coses de família                                     | Rebecca Gromberg     |                                                       |
| 2003 | The Land Before Time X: The Great Longneck Migration | Sue                  | Veu                                                   |
| 2007 | Come le formiche                                     | Mary Ann             | també Wine and Kisses                                 |
| 2011 | Coming Up Roses                                      | Diane                |                                                       |
| 2013 | Dorothy of Oz                                        | Glinda               | Veu                                                   |

### Televisió
| - The Carol Burnett Show (diversos programes, 1969–1991) - George M! (1970) - Once Upon a Mattress (1972) as Lady Larkin - "Love American Style" – Episodi titulat "Love and the Hoodwinked Honey" (1973) as Nellie (opposite Jerry Orbach) - Paradise Lost (Telemovie, 1974) - Maude – Episodi titulat "Rumpus in the Rumpus Room" (1975) - All in the Family – Episodi titulat "Gloria Suspects Mike" (1975) - All's Fair (TV series) (1976–1977) - McCloud – Episodi titulat "The Day New York Turned Blue" (1976) - The Muppet Show (1977) - The Tim Conway Show (1977) - The Islander (Telemovie, 1978) - The Martian Chronicles (1980) (miniseries) - Saturday Night Live (1981) (host and performer) - Faerie Tale Theatre – Sleeping Beauty (1983) - Sunday in the Park with George (1986) - Diana Ross: Red Hot Rhythm & Blues (1987) - David (Telemovie, 1988) - Fall from Grace (Telemovie, 1990) - The Last Best Year (Telemovie, 1990) - Into the Woods (1991) - The Last Mile (1992) - Animaniacs ("Rita and Runt" episodes, 1993–1994) (Veu of Rita) - The Larry Sanders Show – Episodi titulat "Montana" (1994) - A&E Stage: "A Tribute to Stephen Sondheim at Southern Methodist University" (1995) | - Live with Regis and Kelly (various appearances, 1996–2011) - The Odyssey (1997) (miniseries) - Cinderella (Telemovie, 1997) - What the Deaf Man Heard (Telemovie, 1997) - Holiday in Your Heart (Telemovie, 1997) - The Closer – Episodi titulat "Baby, It's Cold Outside" (1998) - Inside the Actors Studio (2000) - Frasier ("Sliding Frasiers") (2001) (celebrity call-in) - Ally McBeal – Episodes titled "The Getaway" and "The Obstacle Course" (2001) - Bobbie's Girl (Telemovie, 2002) - Prince Charming (Telemovie, 2001 (Peru), 2003 (USA)) - Adopted (2005) (unsold ABC pilot) - Will & Grace – Episodi titulat "Whatever Happened to Baby Gin?" (2006) - Law and Order:SVU – Episodi titulat "Choreographed" (2006) - Boston Legal – Episodi titulat "Guantanamo By The Bay" (2007) - Grey's Anatomy – Episodi titulat "Dream a Little Dream of Me" (2008) - Living Proof (Telemovie, 2008) - Ugly Betty – Episodis titulats "Dress for Success"; "There's No Place Like Mode", "Things Fall Apart", "In The Stars", i "Curveball" (2009) - Smash – Episodis titulats "The Workshop" i "Bombshell" (2012). |

### Discografia
En solitari
- Bernadette Peters (1980) MCA. Billboard 200 #114 (retitled and expanded as Bernadette in a 1992 CD reissue)
- "Gee Whiz!" ("Look at His Eyes") (1980) Billboard Hot 100 #31 (single)
- Now Playing (1981) MCA US Billboard 200 #151
- I'll Be Your Baby Tonight (1996) Angel Records – Grammy Award nominee
- Sondheim, Etc. – Bernadette Peters Live At Carnegie Hall (1997) Angel Records – Grammy Award nominee[196]
- Bernadette Peters Loves Rodgers and Hammerstein (2002) Angel Records – Grammy Award nominee
- Sondheim Etc., Etc. Live At Carnegie Hall: The Rest of It (2005) Angel Records
- "Kramer's Song" (2008) Blue Apple Books (single)
- "Stella's Song" (2010) Blue Apple Books (single)

Cast recordings
- George M! – Sony (1968)
- Dames At Sea – Columbia Masterworks (1969)
- Mack and Mabel – MCA (1974)
- Sunday in the Park with George – RCA Records (1984) – Grammy Award winner (Best Cast Show Album, 1985)
- Song and Dance – The Songs – RCA Victor (1985)
- Into The Woods – RCA Victor Records (1988) – Grammy Award winner (Best Musical Cast Show Album, 1989)
- The Goodbye Girl – Columbia Records (1993)
- Anyone Can Whistle Live At Carnegie Hall – Columbia Records (1995)
- Annie Get Your Gun The New Broadway Cast Recording – Angel Records (1999) – Grammy Award winner (Best Musical Show Album, 2000)
- Gypsy The New Broadway Cast Recording – Angel Records (2003) – Grammy Award winner (Best Musical Show Album, 2004)
- Sherry! – Studio Cast Recording – Angel Records (2004)
- Legends Of Broadway-Bernadette Peters Compilation (2006) – Sony Masterworks Broadway (Original versions of songs from Dames At Sea, Annie Get Your Gun, Anyone Can Whistle, Sunday in the Park with George, Mack and Mabel, Song and Dance, Into The Woods and Gypsy)[197]
- Follies – PS Classics (2011)

Altres
- Dress Casual – Evening Primrose suite with Mandy Patinkin – CBS Records (1990)[198]
- Sondheim – A Celebration at Carnegie Hall (Concert Cast) RCA Victor Broadway (1992)
- Hey Mr. Producer!: The Musical World of Cameron Mackintosh – Philips Records (1998)
- Flirting with the Edge – John Whelan – Narada (1998)
- Dewey Doo-It Helps Owlie Fly Again – Randall Fraser Publishing (2005)
- Born to the Breed: A Tribute to Judy Collins – Wildflower Records (2008) - "Trust Your Heart"

### Concerts
Principals
- Various venues, summer of 1989: 10-city concert tour with Peter Allen.[199][200]
- Hollywood Bowl, Los Angeles, California on September 6 and 7, 1996 (solo concert).[201]
- Carnegie Hall, New York City on December 9, 1996 (solo concert with guest singers/dancers, recorded on CD).
- Sydney Opera House, Sydney, Australia on January 7 and 8, 1998 (solo concert).[202]
- Royal Festival Hall, London on September 17, 1998 (solo concert with guest singers/dancers, recorded on video).[203][204][205]
- Radio City Music Hall, New York City on June 19, 2002 (solo concert with guest singers).[206]
- Lincoln Center (Avery Fisher Hall), New York City, on May 1, 2006 (solo concert).[207]
- Adelaide Cabaret Festival, Adelaida, Australia, on June 6 and 7, 2009 (solo concert). Peters headlined, and the concert was televised on June 27, 2009 on Foxtel.[78] A DVD of the concert was released in Australia in June 2010.[208][209]
- Benefit concert, "Bernadette Peters: A Special Concert for Broadway Barks Because Broadway Cares", Minskoff Theatre, New York City on November 9, 2009.[210][211]

D'altres
- "Sondheim: A Celebration at Carnegie Hall" – June 10, 1992 (broadcast on PBS Great Performances in 1993), singing "Not a Day Goes By" and "Sunday"[212]
- "Hey Mr. Producer! The Musical World of Cameron MacKintosh" – June 7, 1998, singing, among others, "Unexpected Song", "Being Alive" and "You Gotta Have a Gimmick"[213][214]
- Hollywood Bowl Sondheim Concert – July 8, 2005, performing in the "Opening Doors Medley" and "Being Alive".[215][216]
- "Sondheim: The Birthday Concert", the New York Philharmonic at Lincoln Center's Avery Fisher Hall, a celebration of Sondheim's 80th birthday – March 15 and 16, 2010. Peters sang "Move On" with Mandy Patinkin and "Not a Day Goes By".[217]

## Premis i nominacions

### Premis
- 1982. Globus d'Or a la millor actriu musical o còmica per Pennies from Heaven

### Nominacions
- 1977. Globus d'Or a la millor actriu secundària per Silent Movie
- 1978. Primetime Emmy a la millor actriu secundària en programa musical o varietats per The Muppet Show
- 2001. Primetime Emmy a la millor actriu convidada en sèrie còmica per Ally McBeal